# 塞斯特列雷
塞斯特列雷（義大利語：Sestriere），是意大利皮埃蒙特大区都靈廣域市的一个市镇。总面积25平方公里，人口887人，人口密度35.5人/平方公里（2009年）。ISTAT代码为001263。

## 旅遊

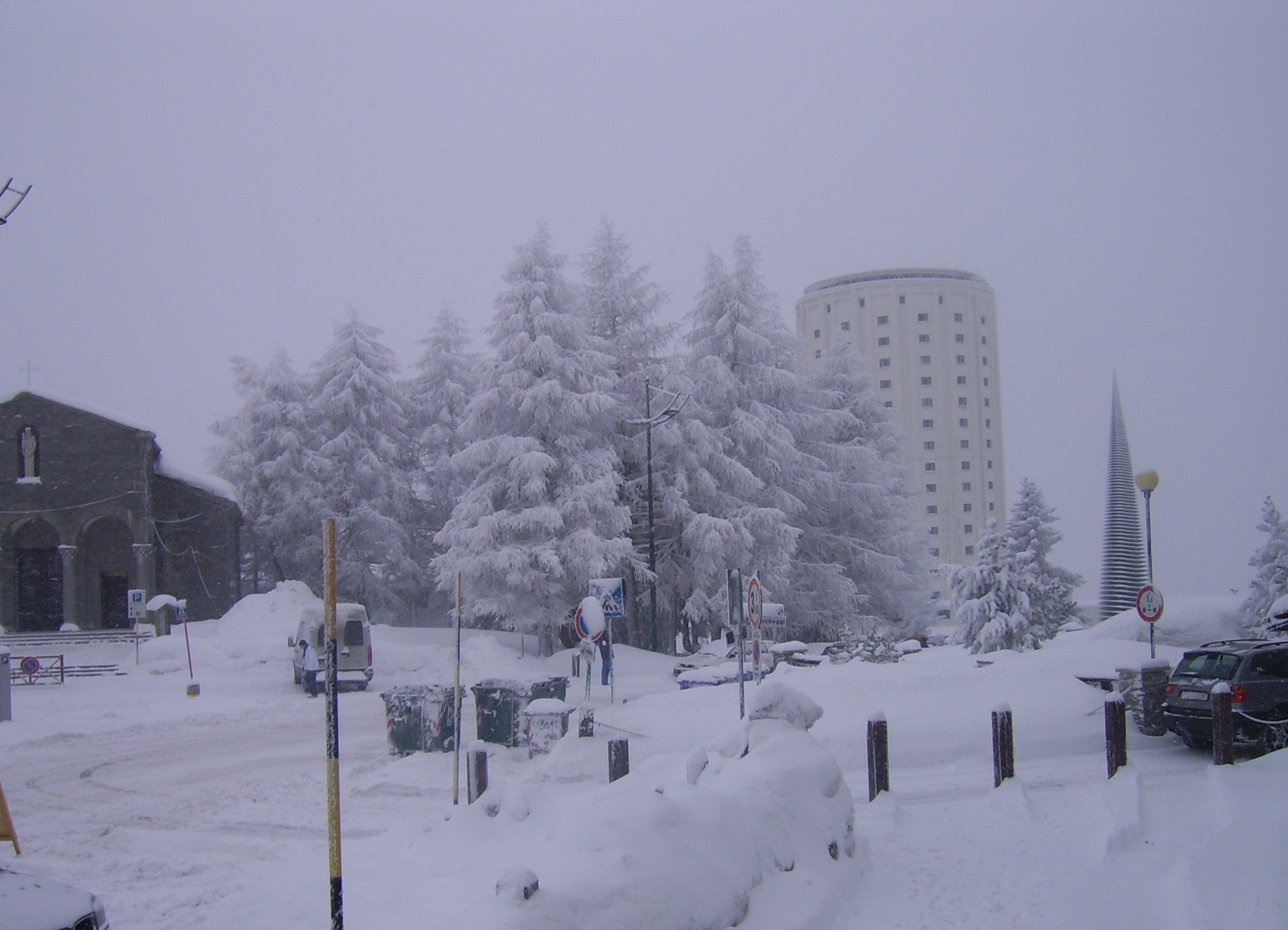
塞斯特列雷於冬季的景象

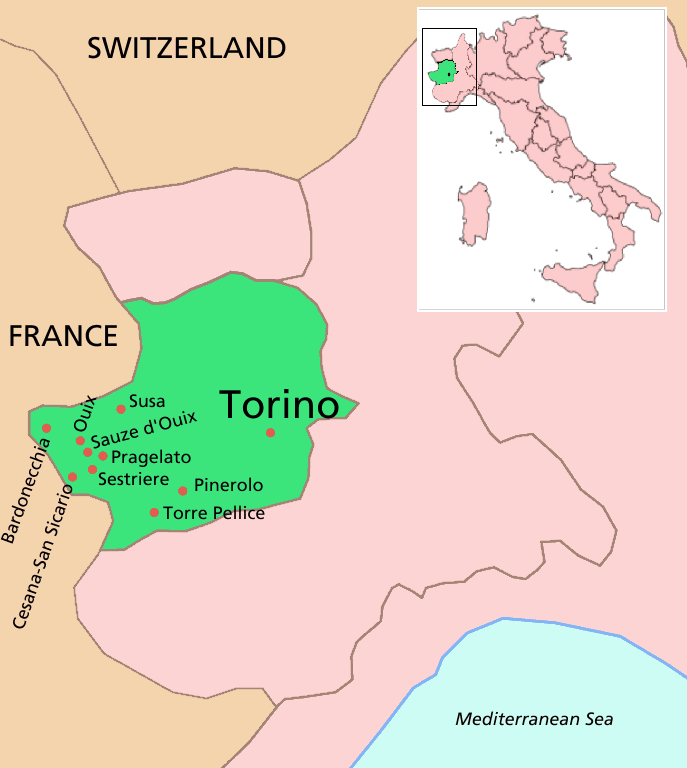
塞斯特列雷於都灵广域市的位置

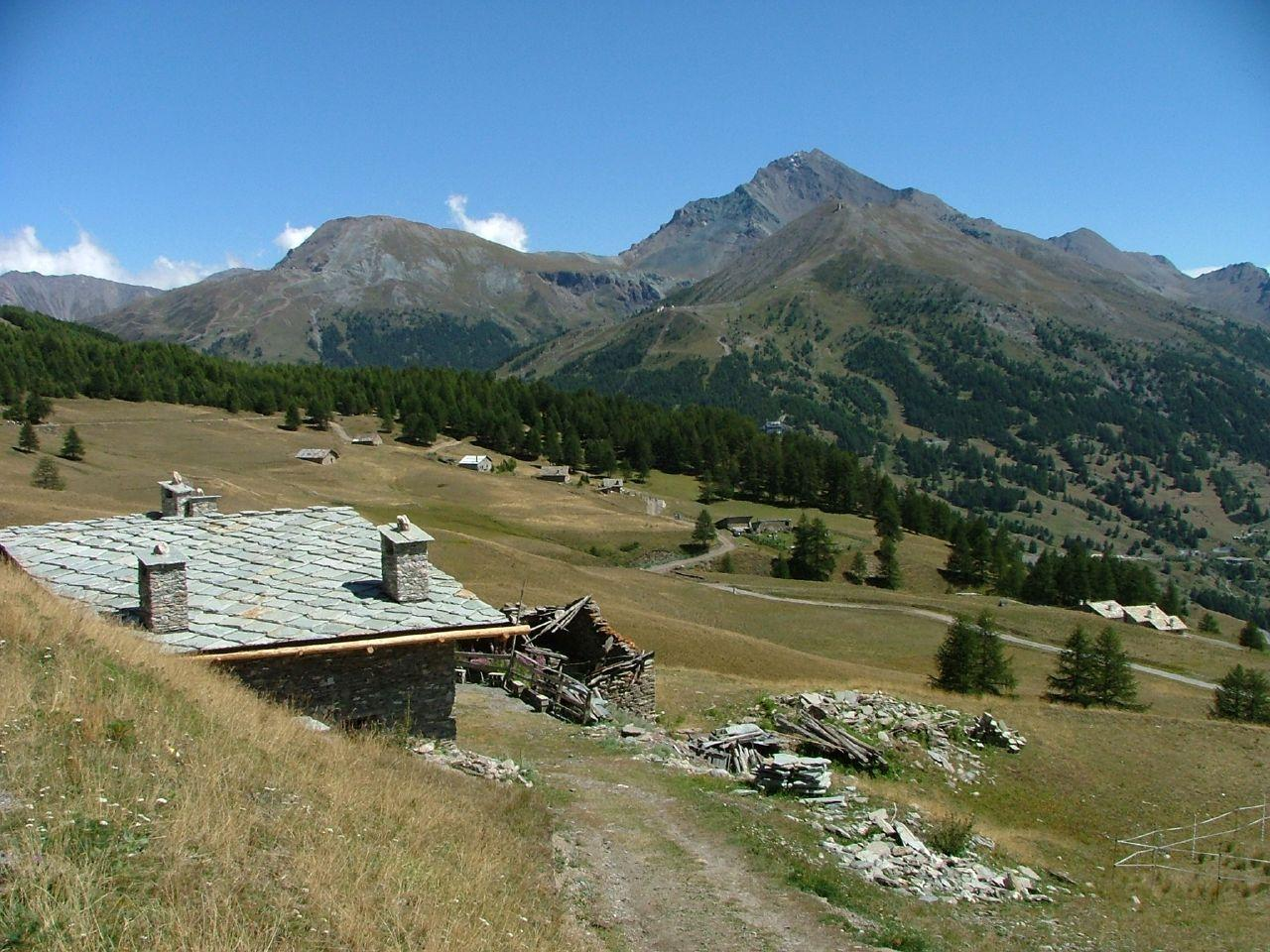
莫塔山

### 冬季運動
塞斯特列雷是熱門的滑雪度假點，每逢冬季其人口都會增至2萬人，與另外4個皮埃蒙特大区的市镇（克拉维耶雷、圣西卡里奧、普拉杰拉托和索兹杜尔克斯）合稱為「銀河系滑雪區」（Via Lattea），共146條雪道，總長度達400（250英里）。
塞斯特列雷經常是高山滑雪世界杯賽事的舉辦場地，於1997年舉辦世界高山滑雪錦標賽，2011年舉辦世界傷殘高山滑雪錦標賽，亦是2006年冬季奥林匹克运动会及殘奧會的主要場地之一，所有男子高山滑雪賽事都在此處舉行，三個奧運村的其中一個位於此處。

### 夏季運動
塞斯特列雷擁有歐洲海拔最高的18洞高爾夫球場，它也是環法自行車賽和環意自行車賽的起點和終點。